# Dolgor Puntsag
Dolgor Puntsag var en mongolisk politiker. Hon var Mongoliets hälsominister 1930–1933.  
Dolgor Puntsag föddes i en familj av herdar. Efter folkrepublikens inrättande 1921 garanterades lika rättigheter för könen i Mongoliet. 1930 sammankallade sjätte delstaten Stora Hural (parlamentet). Puntsag deltog i denna konferense. På konferense togs beslutet att utöka inrikesministeriets hälsoavdelning för att inrätta Folkhälsoministeriet i Mongoliet. Mongoliets sjätte premiärminister Tsengeltiin Jigjidjav utsåg Dolgor Puntsag till den första hälsoministern för det hälsoministeriet, som hon konkret fick inrätta. Hon var Mongoliets första hälsominister. Hon var även Mongoliets första kvinnliga minister, även om två kvinnor var biträdande ministrar under 1920-talet. Hon var även en av världens första kvinnliga ministrar. 